# Hanna Gronkiewicz-Waltz
Hanna Beata Gronkiewicz-Waltz (Varsovia (Polonia), 4 de noviembre de 1952) es una política polaca del partido Plataforma Cívica, economista y jurista. En la Polonia comunista fue miembro de Solidaridad.

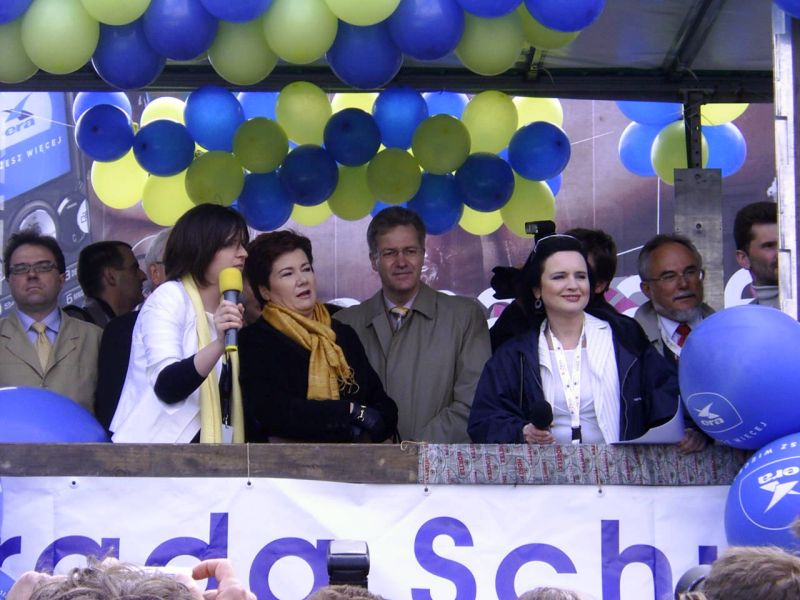
2007.

Desde 1992 hasta 2000 fue presidenta del Banco Central de Polonia. En 1995 participó en las elecciones presidenciales pero obtuvo sólo un 2,76%. En 2005 se adhirió al partido Plataforma Cívica. Fue Alcaldesa de Varsovia (2006-2018).